# Alberto Bayo
Alberto Bayo Giroud (Camagüey, 27 de marzo de 1892-La Habana, 4 de agosto de 1967) fue un militar, aviador y escritor hispano-cubano que participó en la guerra civil española y, posteriormente, como instructor, en la Revolución Cubana que derrocó la dictadura de Fulgencio Batista y llevó a Fidel Castro al poder. Fue autor de numerosas obras de teoría bélica o guerrillera y de varios libros de poesías. 

## Biografía
Nacido en la entonces Capitanía General de Cuba era hijo del militar español, comandante de Artillería, Pedro Bayo Guía, destinado en Cuba y de la cubana Concepción Giraud Varona. Tras la pérdida de Cuba en 1898 la familia regresó a España y posteriormente completó sus estudios en Estados Unidos, en el Chenet Institute de Nueva Orleans. Tuvo cuatro hermanos, todos ellos militares, el más mayor, llamado Celestino, fue el primer piloto que murió en acto de servicio de la incipiente aviación española. Su hermano más joven falleció en la guerra civil.  

### La academia militar
Volvió en 1912 a España donde entró en la Academia Militar de Toledo, llegando al grado de segundo teniente en 1915. Alberto Bayo ingresó en la Aviación Militar Española, estrenándose en 1916 con el título de piloto militar por la Escuela de Aviación Militar de Madrid. En esta época publicó: Mis cantos de aspirante. De la vida estudiantil, Cualquier cosilla. De la vida de cadetes, Cadetadas, Canciones del Alcázar y Cómo se forma un aviador.   
Alrededor de 1920 creó la academia de aviación Aeródromo Bayo en Carabanchel Alto. En junio de 1923 se enfrentó en duelo con el capitán Joaquín González Gallarza, siendo el último en la historia de España. Finalmente el capitán salió con heridas muy graves y Bayo fue expulsado del Cuerpo de Aviación 

### Guerra de Marruecos
Expulsado, pasó forzoso a la Legión Española en 1924, participando en la guerra del Rif durante dos años al mando de una compañía. En 1925 fue herido de gravedad en la ingle, pasando un año en recuperación. En 1926 solicitó volver a Marruecos, y se le asignó el 3.er tabor de la Mehal-la de Gómara (territorio de Chauen) — que formaba parte de las tropas del general Capaz — tomando parte en fuertes combates hasta 1927. Vivió en Marruecos hasta 1934.

### Segunda República y la guerra civil
Reincorporado a las fuerzas aéreas durante la Segunda República, estuvo destinado en puestos burocráticos y no fue ascendido. En esta época se afilió a la Unión Militar Republicana Antifascista (UMRA). Al producirse el golpe de Estado que dio inicio a la guerra civil, aún tenía el grado de capitán de aviación e infantería, con destino en el aeródromo militar de El Prat de Llobregat. Permaneció leal al Gobierno republicano y fue el encargado de dirigir la liberación de Ibiza y Formentera el 8 y 9 de agosto, y el desembarco de Mallorca — en poder de los sublevados — el 16 de agosto de 1936. A pesar de la ventaja inicial, los republicanos tuvieron que replegarse y abandonar su cabeza de puente el 4 de septiembre de 1936. Bayo publicaría en 1944 la obra: Mi desembarco en Mallorca (de la Guerra Civil española), un diario de los hechos sucedidos durante esta derrota republicana.
Tras esta derrota en una operación no autorizada por el Comité de Milicias, a su regreso, Bayo fue juzgado por dicho comité, presidido por Juan García Oliver. Considerado culpable por una mayoría de sus miembros, se dictó su absolución para mantener compacta la unidad del Frente Popular catalán. A continuación, se unió entonces a la columna de López-Tienda, que salió de Barcelona el 9 o 10 de septiembre de 1936 hacia el Tajo.
Designado como 2.º jefe del Estado Mayor del V Cuerpo de Ejército para la batalla de Brunete, Juan Modesto, jefe de dicha unidad, se opuso a ello, siendo relevado. Fue ascendido sucesivamente a comandante y a teniente coronel. Iba a ser encargado de preparar una columna guerrillera en la sierra de Guadarrama, pero finalmente el proyecto no fue llevado a cabo y Bayo pasó la mayor parte de la contienda como agregado militar en el Ministerio de la Guerra. Con el fin del conflicto bélico cruzó la frontera hasta Francia, donde terminó en un campo de concentración con su familia, donde perdió el ojo derecho.  Una vez fue liberado con la familia, participó como piloto en la Segunda Guerra Mundial bajo la bandera de Francia y se le otorgó la condecoración de la Legión de Honor. 

### La Revolución Cubana
Volvió a Cuba a razón de su nacionalidad cubana, embarcando desde Saint- Nazaire. Allí Bayo trabajó como vendedor de suscripciones de una revista, como profesor de matemáticas y como director de la Academia Matemática. En 1941 se mudó a México donde fue profesor de la Escuela de Aviación de Guadalajara. En 1943 obtuvo la nacionalidad mexicana.  
Desde finales de los cuarenta fue partícipe de diversas operaciones militares en países de Centroamérica. Fue uno de los instructores militares de los guerrilleros cubanos del Movimiento 26 de Julio, encabezados por Fidel Castro, en la finca El Chalco. Se unió a los guerrilleros como asesor y participó en la Revolución Cubana. En Cuba, tierra donde nació, mantuvo una estrecha amistad con Castro y el Che Guevara..  
Firme defensor de la guerra de guerrillas, publicando durante la guerra civil española la obra: La guerra será de los guerrilleros, y en 1958 el libro: Ciento cincuenta preguntas a un guerrillero, que sería editada hasta catorce veces en Cuba. Tras la victoria de la revolución, se dedicó a apoyar la organización de las nuevas Fuerzas Armadas Revolucionarias de Cuba y con el grado de comandante. Escribió Mi aporte a la Revolución Cubana, así como una terminología militar y un diccionario militar, también colaboró en la gestión de una escuela de guerrilleros. En esta época se afilió al Partido Comunista de España e ingresó en la Sociedad de Amistad Cubano-Española, trabajando como vicepresidente.  
Murió el 4 de agosto de 1967 con el grado de general de las Fuerzas Armadas Revolucionarias de Cuba, pero con las insignias de Aviación de la Segunda República Española.

## Obras
- Cualquier cosilla (poesía), España, 1911
- Mis cantos de aspirante (poesía), España, 1911
- Cadetadas (poesía), España, 1912
- Canciones del Alkázar (poesía), España, 1914
- Juan de Juanes (novela), España, 1926
- Uncida al yugo (novela), España, 1926
- Dos años en Gomara, España, 1928
- La guerra será de los guerrilleros, España, 1937
- El tenorio laico (poesía), España, 1938
- Mi desembarco en Mallorca, México, 1944
- Tempestad en el Caribe, México, 1950
- Cámara, México (historia), 1951
- El caballero de los tristes destinos (capitán Alonso de Ojeda), México, 1953
- Magallanes, el hombre más audaz de la tierra, México, 1953
- 150 preguntas a un guerrillero, México, 1955
- Fidel te espera en la Sierra (poesía), México, 1958
- Mis versos de rebeldía, México, 1958
- Sangre en Cuba (poesía), México, 1958
- Mi aporte a la revolución cubana, 1960
- El tenorio cubano (poesía), 1960
- Versos revolucionarios, 130 pp, 1960
- Mis versos,  223 pp, 1965